# Diocese de Bangor
A Diocese de Bangor (em latim: Dioecesis Bangorensis, em inglês:  Diocese of Bangor) é uma diocese da Igreja em Gales no Noroeste de Gales. A diocese cobre Anglesey, a maior parte de Caernarfonshire e Merionethshire e a parte ocidental de Montgomeryshire.

## História
A diocese no reino galês de Gwynedd foi fundada por volta de 546 por São Deiniol.  Assim como o resto do País de Gales, inicialmente resistiu à missão papal de Agostinho de Cantuária na Grã-Bretanha. Em 1534, a Igreja na Inglaterra e no País de Gales rompeu a aliança com a Igreja Católica Romana e estabeleceu a Igreja da Inglaterra.
O Relatório dos Comissários nomeados por Sua Majestade para investigar as Receitas Eclesiásticas da Inglaterra e do País de Gales (1835) concluiu que a sé tinha uma renda líquida anual de £ 4.464. Isso a tornou a segunda diocese mais rica do País de Gales, depois de Santo Asafe.
Após uma breve restauração com a Santa Sé durante o reinado da Rainha Maria I, a diocese permaneceu parte da Província Anglicana de Cantuária até o início do século XX. Seguindo o Welsh Church Act 1914, as dioceses galesas formaram a Igreja independente no País de Gales dentro da Comunhão Anglicana em 31 de março de 1920.

## Bispos
O Bispo de Bangor é o ordinário da Diocese de Bangor. O titular é Andy John, que foi consagrado o 81º Bispo de Bangor em 2008. Desde 2022, ele também é o Arcebispo de Gales e, em 19 de janeiro de 2024, anunciou a nomeação de David Morris como o próximo bispo assistente de Bangor e bispo titular de Bardsey.